# Campionati del mondo di atletica leggera 1987 - Staffetta 4×400 metri femminile
Le gare della staffetta 4×400 metri femminile dei Campionati del mondo di atletica leggera 1987 si sono svolte tra il 5 e il 6 settembre.

## Podio
| Pos.    | Nazionalità                                                                           | Prestazione |
| ------- | ------------------------------------------------------------------------------------- | ----------- |
| Oro     | Germania Est Dagmar Neubauer, Kirsten Emmelmann, Petra Muller, Sabine Busch           | 3'18"63     |
| Argento | Unione Sovietica Aelita Yurchenko, Olga Nazarova, Mariya Pinigina, Olga Bryzgina      | 3'19"50     |
| Bronzo  | Stati Uniti Diane Dixon, Denean Howard-Hill, Valerie Brisco-Hooks, Lillie Leatherwood | 3'21"04     |

## Situazione pre-gara

### Record
Prima di questa competizione, il record del mondo (RM) e il record dei campionati (RC) erano i seguenti:
| Record                | Prestazione | Nazione                                                                 | Data                               | Competizione  |
| --------------------- | ----------- | ----------------------------------------------------------------------- | ---------------------------------- | ------------- |
| Record mondiale       | 3'15"92     | Germania Est Gesine Walther, Sabine Busch, Dagmar Neubauer, Marita Koch | 3 giugno 1984 Erfurt, Germania     |               |
| Record dei campionati | 3'19"73     | Germania Est Gesine Walther, Sabine Busch, Marita Koch, Dagmar Neubauer | 14 agosto 1983 Helsinki, Finlandia | Mondiale 1983 |

### Campionesse in carica
Le campionesse in carica a livello olimpico e mondiale erano:
| Campione | Nazione                                                                                    | Prestazione | Data                                    | Competizione         |
| -------- | ------------------------------------------------------------------------------------------ | ----------- | --------------------------------------- | -------------------- |
| Olimpico | Stati Uniti Lillie Leatherwood, Sherri Howard, Valerie Brisco-Hooks, Chandra Cheeseborough | 3'18”29     | 11 agosto 1984 Los Angeles, Stati Uniti | Giochi olimpici 1984 |
| Mondiale | Germania Est Gesine Walther, Sabine Busch, Marita Koch, Dagmar Neubauer                    | 3'19"73     | 14 agosto 1983 Helsinki, Finlandia      | Mondiale 1983        |

### La stagione
Prima di questa gara, le atlete con le migliori tre prestazioni dell'anno erano:
| Pos. | Nazione                                                                                   | Prestazione | Data                                     |
| ---- | ----------------------------------------------------------------------------------------- | ----------- | ---------------------------------------- |
| 1    | Unione Sovietica Vineta Ikauniece, Mariya Pinigina, Lyudmila Dzhigalova, Olga Nazarova II | 3'20"41     | 28 giugno 1987 Praga, Cecoslovacchia     |
| 2    | Germania Est Kirsten Emmelmann, Sabine Busch, Heike Drechsler, Petra Schersing            | 3'20"60     | 28 giugno 1987 Praga, Cecoslovacchia     |
| 3    | Stati Uniti Rochelle Stevens, Denean Hill, Valerie Brisco, Diane Dixon                    | 3'23"35     | 16 agosto 1987 Indianapolis, Stati Uniti |

## Risultati[3][4]

### Turni eliminatori
| 2 Batterie | 5 settembre | 16 staffette | Si qualificano le prime 3 staffette (Q) + i 2 migliori tempi (q). |
| Finale     | 6 settembre | 8 staffette  |                                                                   |

### Batterie
Sabato 5 settembre 1987
| Pos | Nazione          | Atleti | Tempo   | Note                |
| --- | ---------------- | --- | ------- | ------------------- |
| 1   | Unione Sovietica | Aelita Yurchenko, Olga Nazarova, Mariya Pinigina, Olga Bryzgina                                                  | 3'20"75 | Q                   |
| 2   | Stati Uniti      | Diane Dixon, Denean Howard, Valerie Brisco-Hooks, Lillie Leatherwood                                             | 3'22"32 | Q                   |
| 3   | Canada           | Charmaine Crooks, Molly Killingbeck, Marita Payne-Wiggins, Jillian Richardson                                    | 3'24"50 | Q                   |
| 4   | Francia          | Nathalie Simon, Nadine Debois, Helene Huart, Fabienne Ficher                                                     | 3'27"76 | q                   |
| 5   | Cuba             | Ester Petitón, Odalys Hernandez, Tania Fernandez, Ana Fidelia Quirot                                             | 3'29"78 |                     |
| 6   | Kenya            | Geraldine Shitandayi, Florence Wanjiru, Esther Kavaya, Francisca Chepkurui                                       | 3'30"16 |                     |
| 7   | Brasile          | Suzete Garcia Montalvão, Maria Do Carmo Fialho Bortolucci, Soraya Vieira Telles, Maria Magnólia Souza Figueiredo | 3'30"91 | Record sudamericano |
| 8   | India            | Vandana Shanbag, Vandana Rao, Shiny Wilson, Pilavullakandi T. Usha                                               | 3'31"55 | Record asiatico     |

| Pos | Nazione        | Atleti                                                                       | Tempo   | Note |
| --- | -------------- | ---------------------------------------------------------------------------- | ------- | ---- |
| 1   | Germania Est   | Kirsten Emmelmann, Dagmar Neubauer, Cornelia Ullrich, Petra Muller           | 3'22"97 | Q    |
| 2   | Bulgaria       | Malena Andonova, Rositsa Stamenova, Pepa Pavlova, Yuliana Marinova           | 3'25"85 | Q    |
| 3   | Germania Ovest | Karin Lix, Helga Arendt, Gudrun Abt, Gisela Kinzel                           | 3'26"75 | Q    |
| 4   | Giamaica       | Cathy Rattray-Williams, Sandie Richards, Sandra Farmer-Patrick, Ilrey Oliver | 3'27"13 | q    |
| 5   | Ungheria       | Erzsebet Szabo, Erika Szopori, Noémi Bátori, Judit Forgács                   | 3'31"56 |      |
| 6   | Italia         | Rossana Morabito, Cosetta Campana, Nevia Pistrino, Erica Rossi               | 3'31"72 |      |
| 7   | Spagna         | Rosa Colorado, Cristina Pérez, Montserrat Pujol, Blanca Lacambra             | 3'32"01 |      |
| 8   | Irlanda        | Michelle Walsh-Carroll, Barbara Johnson, Patricia Walsh, Patricia Amond      | 3'32"56 |      |

### Finale
Domenica 6 settembre 1987
| Pos | Nazione          | Atleti                                                                        | Tempo   | Note                  |
| --- | ---------------- | ----------------------------------------------------------------------------- | ------- | --------------------- |
|     | Germania Est     | Dagmar Neubauer, Kirsten Emmelmann, Petra Muller, Sabine Busch                | 3'18"63 | Record dei campionati |
|     | Unione Sovietica | Aelita Yurchenko, Olga Nazarova, Mariya Pinigina, Olga Bryzgina               | 3'19"50 |                       |
|     | Stati Uniti      | Diane Dixon, Denean Howard-Hill, Valerie Brisco-Hooks, Lillie Leatherwood     | 3'21"04 |                       |
| 4   | Canada           | Charmaine Crooks, Molly Killingbeck, Marita Payne-Wiggins, Jillian Richardson | 3'24"11 |                       |
| 5   | Germania Ovest   | Ute Thimm, Helga Arendt, Gudrun Abt, Gisela Kinzel                            | 3'24"94 |                       |
| 6   | Giamaica         | Cathy Rattray-Williams, Sandra Farmer-Patrick, Ilrey Oliver, Sandie Richards  | 3'27"51 |                       |
| 7   | Francia          | Nathalie Simon, Nadine Debois, Helene Huart, Fabienne Ficher                  | 3'27"60 |                       |
| 8   | Bulgaria         | Tsvetanka Ilieva, Rositsa Stamenova, Pepa Pavlova, Yuliana Marinova           | 3'30"24 |                       |